# Muriel Mohr
Muriel Mohr (* 30. September 2006) ist eine deutsche Freestyle-Skierin. Sie startet hauptsächlich im Slopestyle sowie im Big Air.

## Biographie
Mohr stammt aus Aschheim. Zum ersten Mal kam sie mit Freestyle-Skiing in Berührung, als sie ihre Eltern in einem entsprechenden Sportcamp anmeldeten. Ihr internationales Debüt gab sie am 27. November 2020 bei einem FIS-Wettkampf im Skigebiet Glacier 3000 bei Ormont-Dessus, welchen sie auf Anhieb für sich entscheiden konnte.
Ihr erstes internationales Großereignis bestritt sie nur wenige Monate später bei den Juniorenweltmeisterschaften in Krasnojarsk, wobei sie sich sowohl im Slopestyle als auch im Big Air nur der Russin Xenia Orlowa geschlagen geben musste.
Im Anbetracht dieser Erfolge sollte Mohr am 22. Oktober 2021 beim Weltcup in Chur ihr Debüt geben, jedoch zog sie sich beim Einfahren für den Wettkampf eine Verletzung an der Ferse zu, woraufhin sie sechs Wochen pausieren musste.
Bereits bei ihrem Comeback im Januar 2022 konnte sie diverse Wettkämpfe im Europacup für sich entscheiden, bevor sie am 5. März 2022 in Bakuriani mit Rang 4 ihre ersten Weltcuppunkte gewann.
2023 nahm Mohr erstmals an eine Freestyle-Skiing-Weltmeisterschaften teil, wobei sie ihre bestes Platzierung mit Rang 6 im Big Air erreichte.
Zu Saisonabschluss wurde Mohr erstmals Juniorenweltmeisterin im Slopestyle bei den Wettkämpfen im neuseeländischen Cardrona.
Im darauffolgenden Winter konnte Mohr an diese Leistungen nahtlos anknüpfen. Bei den Olympischen Jugend-Winterspielen in Gangwon gewann sie die Bronzemedaille im Slopestyle und im Big Air. Ebenso konnte sie ihren Juniorenweltmeisterinnentitel im Slopestyle verteidigen, zudem gewann sie Silber im Big Air.
Am 18. Oktober 2024 gelang Mohr in Chur mit Rang 3 im Big Air ihre erste Podestplatzierung im Weltcup.

## Erfolge

### Weltcup
- 6 Platzierungen unter den besten 5, davon zwei Podestplatz

### Weltmeisterschaften
- Bakuriani 2023: 6. Big Air, 11. Slopestyle
- Engadin 2025: 19. Slopestyle

### Europacup
- 6 Podestplätze, davon 3 Siege

| Datum           | Ort       | Land        | Disziplin |
| --------------- | --------- | ----------- | --------- |
| 5. März 2021    | Götschen  | Deutschland | Big Air   |
| 4. Februar 2022 | La Clusaz | Frankreich  | Big Air   |
| 22. April 2023  | Stubai    | Österreich  | Big Air   |

### Juniorenweltmeisterschaften
- Krasnojarsk 2021: 2. Slopestyle, 2. Big Air
- Cardrona 2023: 1. Slopestyle, 5. Big Air
- Livigno/Mottolino 2024: 1. Slopestyle, 2. Big Air

### Olympische Jugend-Winterspiele
- Gangwon 2024: 3. Slopestyle, 3. Big Air

### Weitere Erfolge
- Deutsche Meisterin im Big Air (2021)
- 2 Siege bei FIS-Wettkämpfen